# カメラメーカー
カメラメーカーとは、カメラを製造している会社・企業である。
この項では、勝手な制限はせず、スチルカメラ（静止画を撮影するカメラ）とムービーカメラ（映像用カメラ。ビデオカメラ、映画用カメラ、アクションカメラ）など、幅広くさまざまなカメラの製造会社について説明する。

## 概要
もともと光学装置で最重要なのはレンズの品質であったので、レンズを製作していた組織が、レンズの応用製品として眼鏡・双眼鏡・顕微鏡などを製造するようになり、やがて化学材料を用いた写真という技術が発明されると、カメラの製造も始めた、というのがフォクトレンダー社やツァイス社の歴史を見ても分かることである。
日本のカメラメーカーは、西洋から日本にもたらされた写真の撮影に必要な資材を扱う店が起源となっていたり（コニカの例）、ドイツなどの高級カメラを研究する研究所が起源であったり（キャノンの例）と、それぞれの経緯でカメラ製造に参入した。
20世紀にカメラにエレクトロニクスが使われるようになり、半導体用ステッパーの製造も行うようになったカメラメーカーもある。フィルムカメラからデジタルカメラへのシフトが起きたことで、スチルカメラの製造に電機メーカーも参入するようになった。
20世紀末からカメラ市場はデジタルカメラへシフトしたので、老舗のカメラメーカーであってもフィルムカメラについては製造を全て打ち切るか、あるいはわずかに残すのみという状況になっており、デジタルカメラに必要な技術の研究が遅れたり十分な研究開発資金を投入できなかったカメラメーカーは淘汰されていった。
カメラの歴史の項も参照のこと。

## 歴史
フォクトレンダー社は1756年にオーストリアのウィーンで創業し「世界最古の光学メーカー」と言われており、当初は眼鏡やオペラグラスなどを製造していたが、1840年に数学的計算に基づいた世界初の写真用レンズの製造に成功し、翌1841年にこのレンズを使用した「フォクトレンダー・ダゲレオタイプカメラ」を発売しカメラ事業を開始した。その後ドイツへ拠点を移し主にレンズの製造を行っていたが、20世紀に入るとカメラの製造を再開し独創的なカメラを次々と世に送り出した。
1846年にドイツ東部のイエナ大学の近くでカール・ツァイスがツァイス光学機械製造所を立ち上げ、30年後の1876年にツァイスはイエナ大学の物理学者のエルンスト・アッベを共同経営者として迎え入れ顕微鏡の基礎理論づくりを依頼した。1888年にツァイスが亡くなると、アッベは自分の死後もツァイス社が存続し事業を発展できるよう1889年にカールツァイス財団（de:Carl-Zeiss-Stiftung）を設立し、翌1890年から様々な開発に着手し、同財団はカメラ、双眼鏡、医療機器、メガネ、天文機器、分析機器、測量機器、精密測定機など8つの分野で製造を開始し、このような経緯でカメラも製造する組織となった。
映画用カメラの最初期のメーカーは、フランスのリュミエール兄弟（リュミエール工場）と言うこともでき、同工場の主任メカニックのシャルル・モワソンが1894年にリヨンで映画用カメラを組み立て、翌1895年にリュミエールはセルロイド製のフィルムをニューヨークセルロイド製造会社から購入しこれに感光乳剤を塗布して溝とパーフォレーションをつけた。最初の全金属製映画カメラのメーカーはアメリカのベル&ハウエル社であり、1911年-1912年にスタンダード・シネマトグラフを発売した。 
en:History of the camera、カメラの歴史も参照のこと
1903年（明治36年）年9月に小西本店（現・コニカミノルタ）が、アマチュア用のボックスカメラの量産を開始した。名刺判乾板を使用するカメラで、撮影した乾板を簡易な"かき落とし装置"によって順次底部に落とす方式で一枚羽根式シャッター付で円型穴絞り付のカメラだった。
1933年に東京麻布六本木に高級小型写真機の研究を目的とする精機光学研究所（現・キヤノン）が設立され、翌1934年に日本初の35mmフォーカルプレーンシャッターカメラ「KWANON（カンノン）」を試作し、1936年に35mmフォーカルプレーンシャッターカメラ「ハンザキヤノン」発売した。

## 生産中

### 日本
スチルカメラ、デジタルカメラ、銀塩カメラのメーカー
- キヤノン  - デジタルカメラ、カメラ用レンズ以外にプリンター、複合機、コピー機、ファクス、スキャナー 、双眼鏡、電卓・電子辞書も製造しているメーカー。本社は東京都大田区。キヤノン株式会社の国内の従業員数は約26,000人だが、子会社も含めると約72,000人で、全世界だとグループ全体で294社あり、全従業員数はおよそ20万人。長崎キヤノン株式会社でミラーレスカメラ・デジタル一眼レフカメラ、ハイアマチュア向けのコンパクトデジタルカメラ、ネットワークカメラなどキヤノンの映像製品を集中生産している。（上で説明した通りカメラ以外の製品も多いが）売上高4,509,821（百万円）、経常利益301,161（百万円）（2024/12連S）。カメラの現在のモデル名はEOS。
- ニコン - 個人客にはカメラ、レンズのほか、双眼鏡、補聴器を、法人客向けには半導体露光装置、生物顕微鏡、ロボットビジョンなどを製造しているメーカー。本社は東京都品川区。従業員数は単体 4,388人、連結 19,444人（2024年3月末）。売上収益は連結 717,245百万円。カメラボディーの生産は2021年度に国内生産は止めてタイ工場に集約した。レンズ生産のほうは栃木県とタイで行い、精細さが求められる高級レンズは栃木県（株式会社栃木ニコン）で集中的に生産している。現在のカメラのモデル名はZシリーズ、Dシリーズ、COOLPIX。
- ソニー - ソニーグループ傘下の電機メーカーである。もともとソニーはビデオカメラやCCDセンサー技術に強みを持ち、1996年にCyber-shot DSC-F1を発売し、以降コンパクトデジタルカメラの世界市場でトップ3内に入っていて好調だった。しかし2000年代前半よりフィーチャーフォンのカメラ機能を高画素化による需要低下の影響より、販売が低迷しはじめた。そこでソニーは、2006年にコニカミノルタのカメラ事業を継承することで一眼レフデジタルカメラ分野に本格参入し、2013年に世界初のフルサイズ・ミラーレス機である「α7／α7R」シリーズを発売、その年からミラーレス市場のシェアを高めていった。現在、ソニー株式会社の製品として販売されている。ただし企業内部的には、子会社のソニーイメージングプロダクツ＆ソリューションズ株式会社（SIPS）がカメラ関連の事業を統括している。製造はその子会社が管理するタイと日本国内の工場で、役割分担をしつつ行っている。現在のモデルは、主力のミラーレスのαシリーズおよびサイバーショットである。
- フジフイルム  - GFXシリーズ、Xシリーズ、写ルンです。
- OMデジタルソリューションズ - OMシリーズ、PEN、Toughシリーズ〈オリンパスから継承 〉
- パナソニック  - LUMIXシリーズ、
- リコーイメージング  - RICOH、PENTAX〈旭光学工業[旧ペンタックス]がHOYAに事業譲渡、その後リコーに事業を継承〉
- シグマ - fpシリーズ
- ケンコー・トキナー - KCシリーズ、Pieniシリーズ
- ウイスタ - 大判カメラ WISTAブランド
- ホースマン - 大判カメラ HORSEMANブランド〈東京光学[現トプコン]が駒村商会に事業譲渡、その後KPIに事業を継承〉

その他にも、マミヤ・デジタル・イメージングを買収したPhase One Japanも挙げられる。
ビデオカメラ - 放送業務用および民生用
- ソニー - 放送用ビデオカメラを製造、民生用ビデオカメラ
- パナソニック - 放送用ビデオカメラを製造、民生用ビデオカメラ
- キヤノン - 放送用ビデオカメラを製造
- 池上通信機 - 放送用ビデオカメラを製造
- JVCケンウッド - 放送用ビデオカメラ製造
- 日立国際電気 - 放送用4Kビデオカメラ製造
- アストロデザイン - 放送用8Kビデオカメラ製造
- 駒村商会 - ナイトビジョンビデオカメラを製造
- 日本アビオニクス - 赤外線サーモグラフィビデオカメラを製造
- ナックイメージテクノロジー - シネマカメラ製造

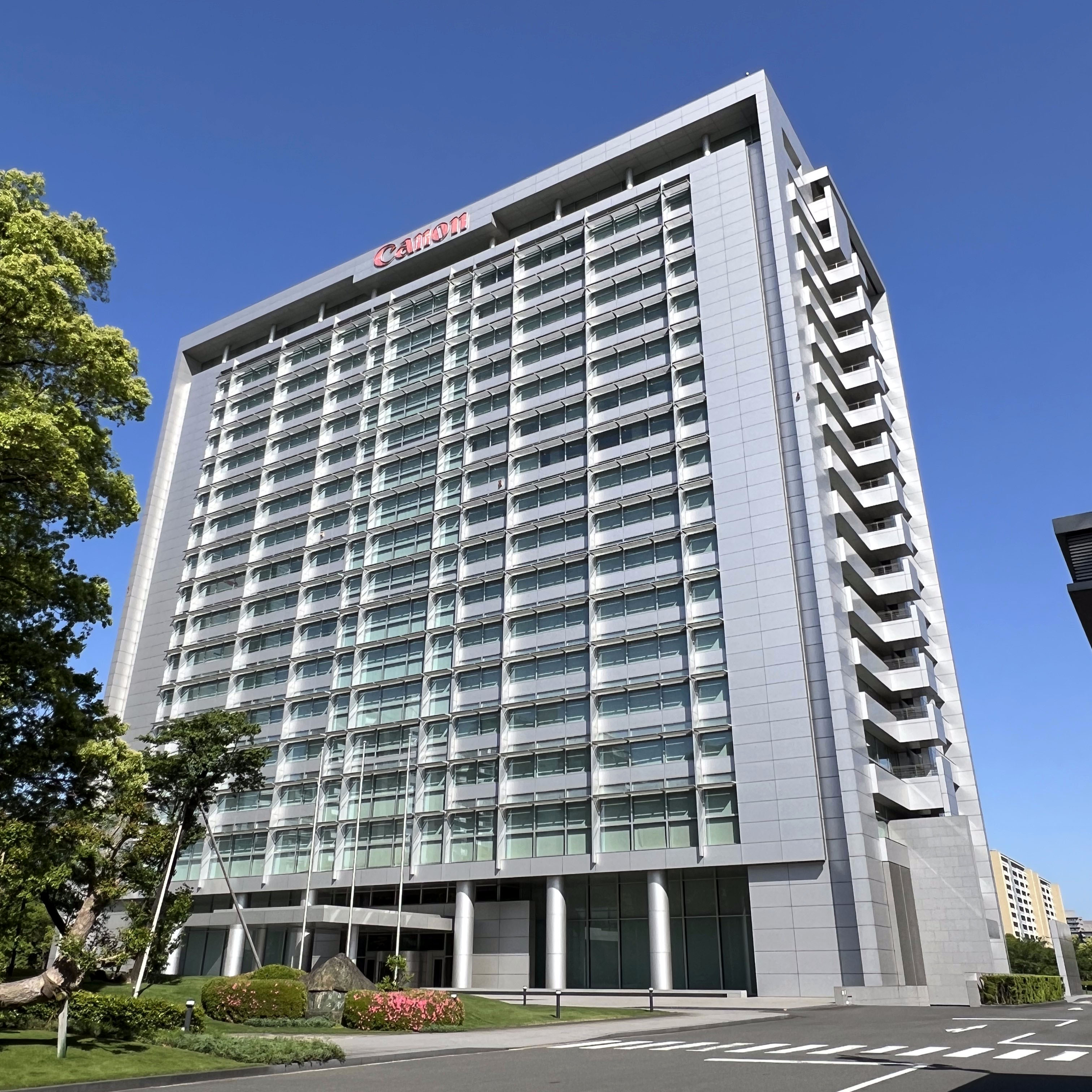
キヤノン本社
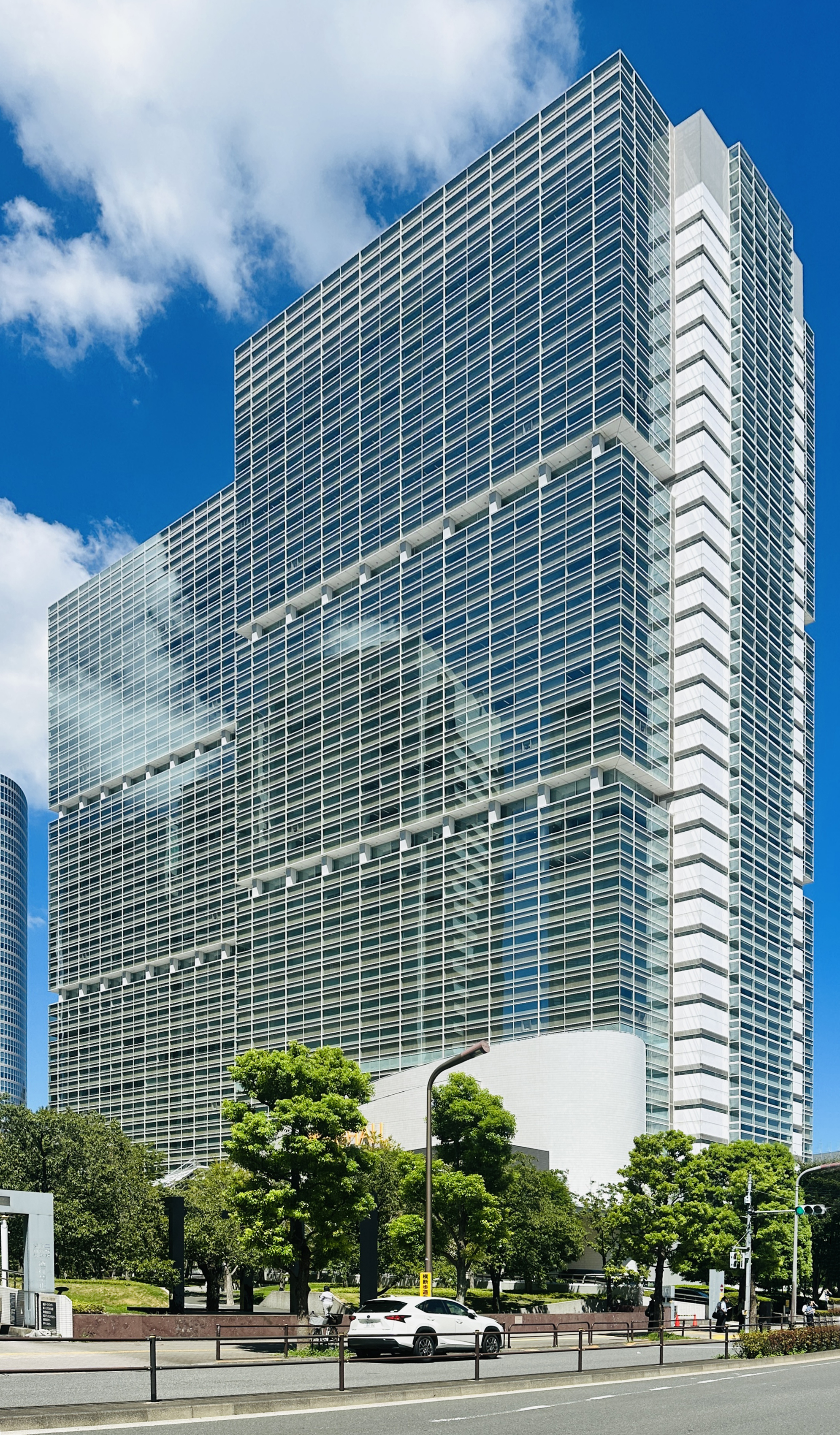
ニコン本社
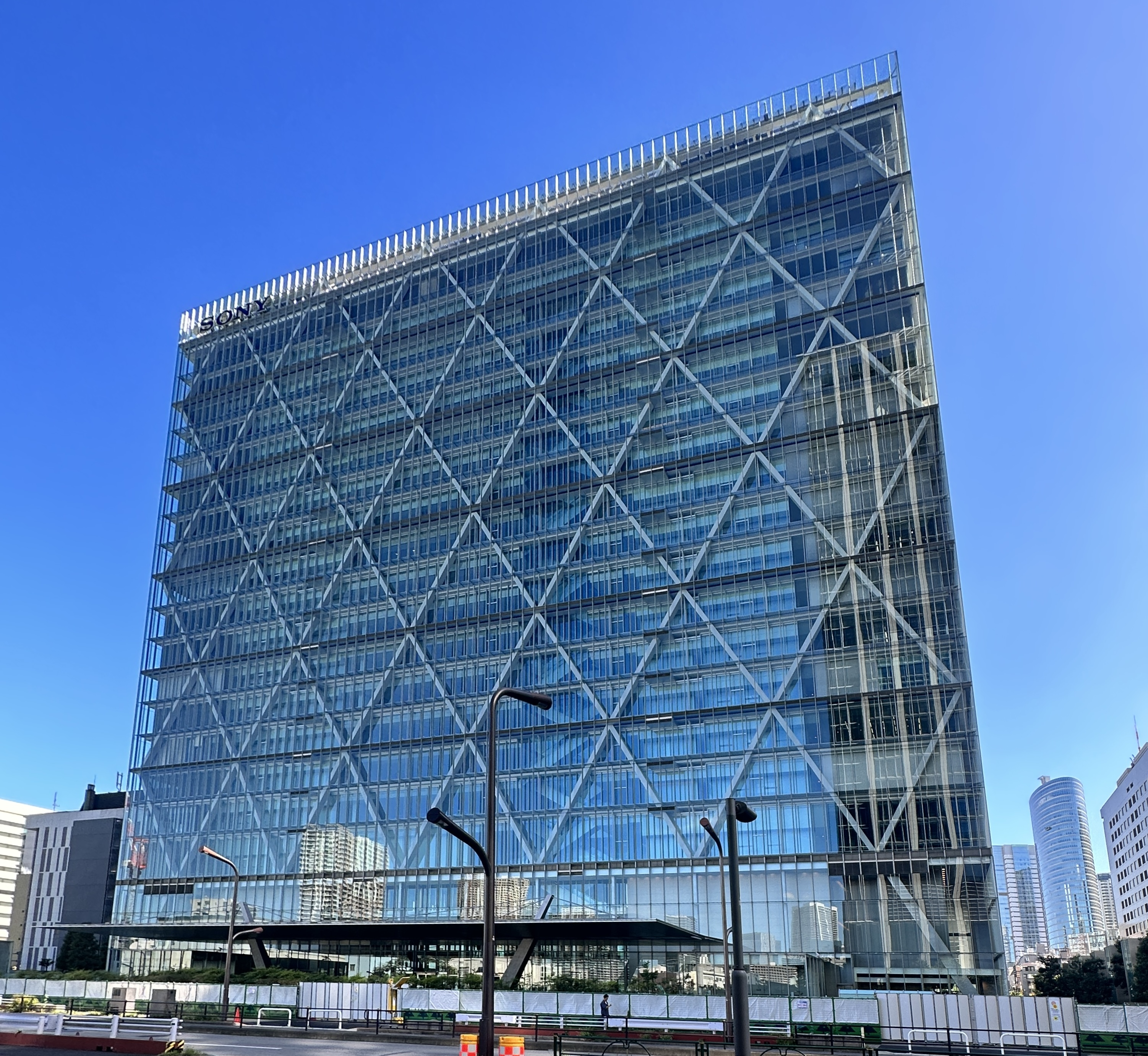
ソニー本社
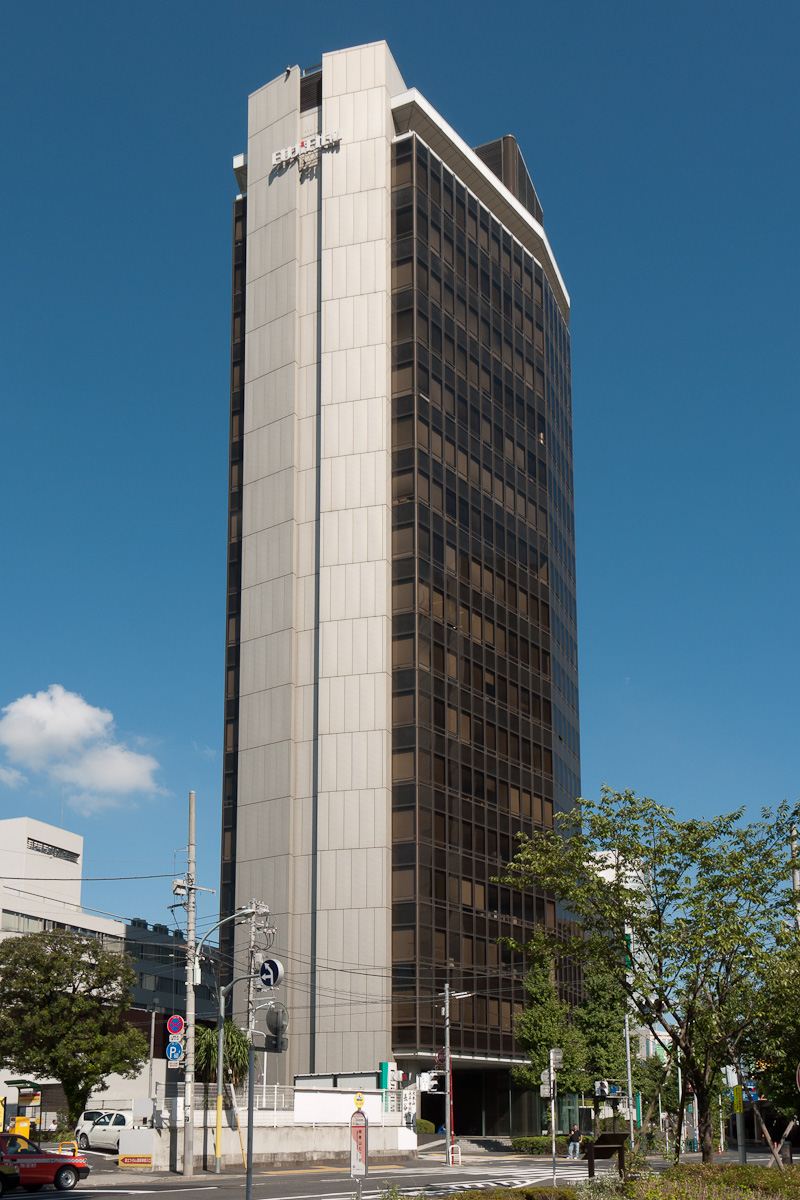
富士フイルム本社
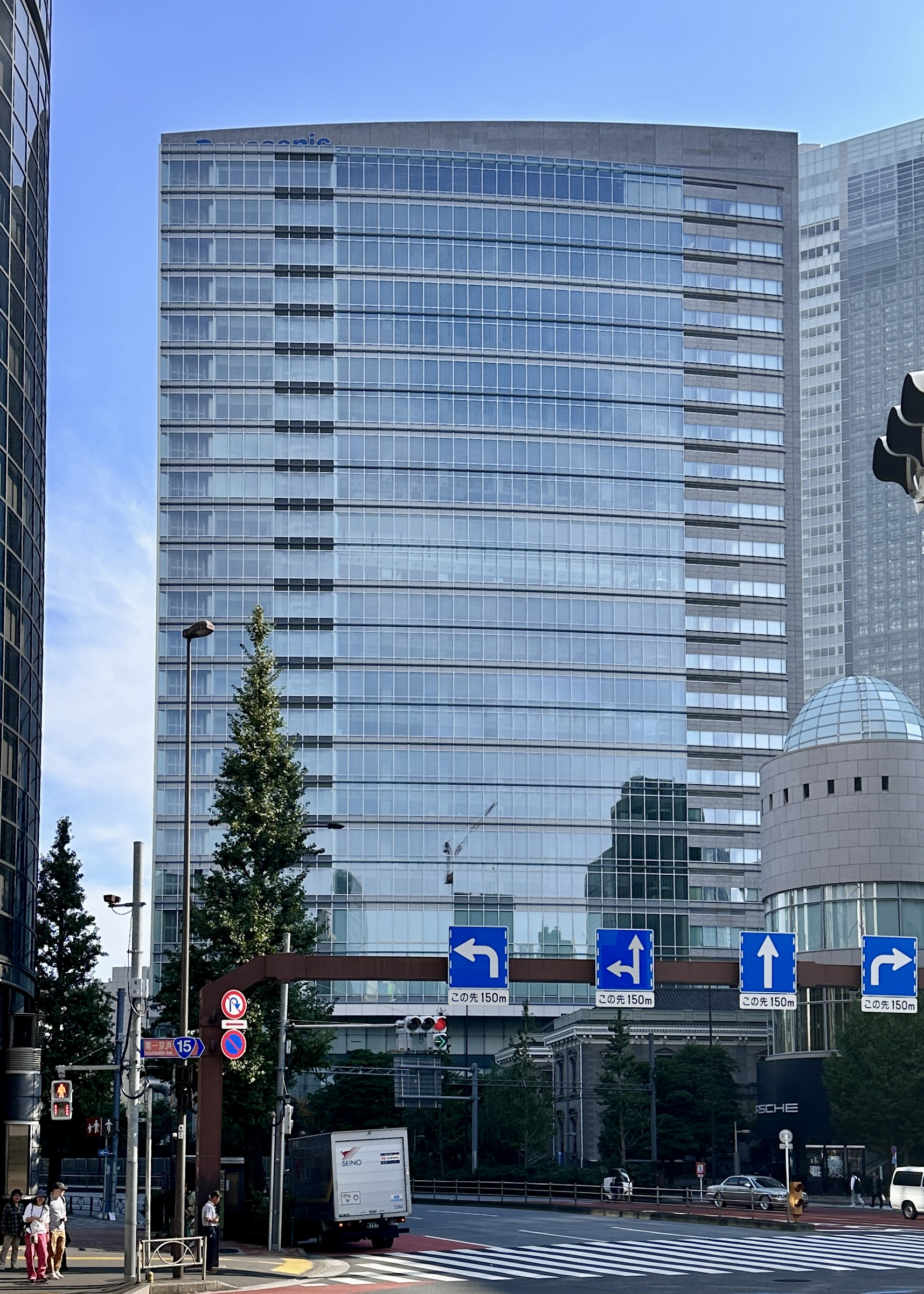
パナソニック本社
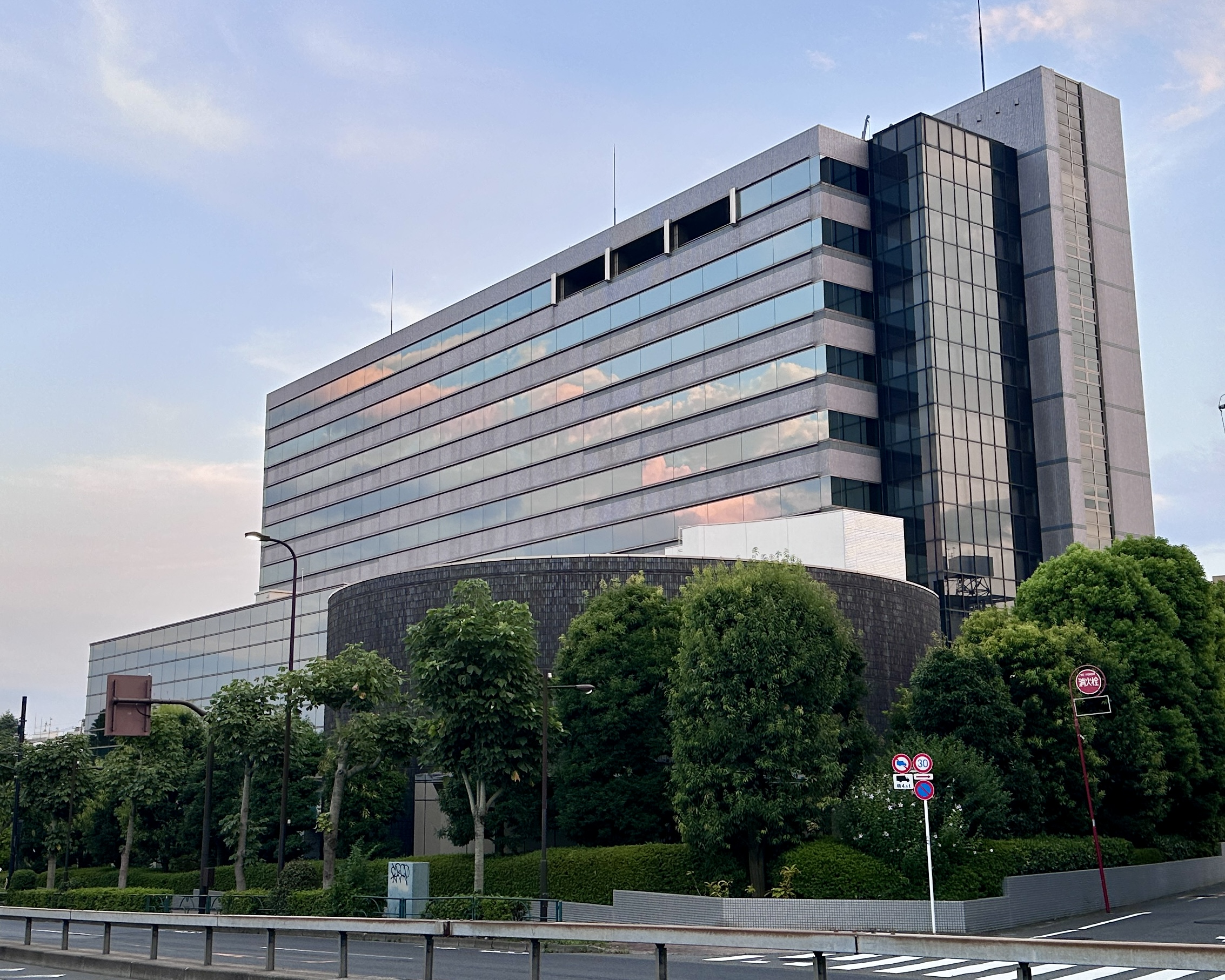
リコーイメージング本社
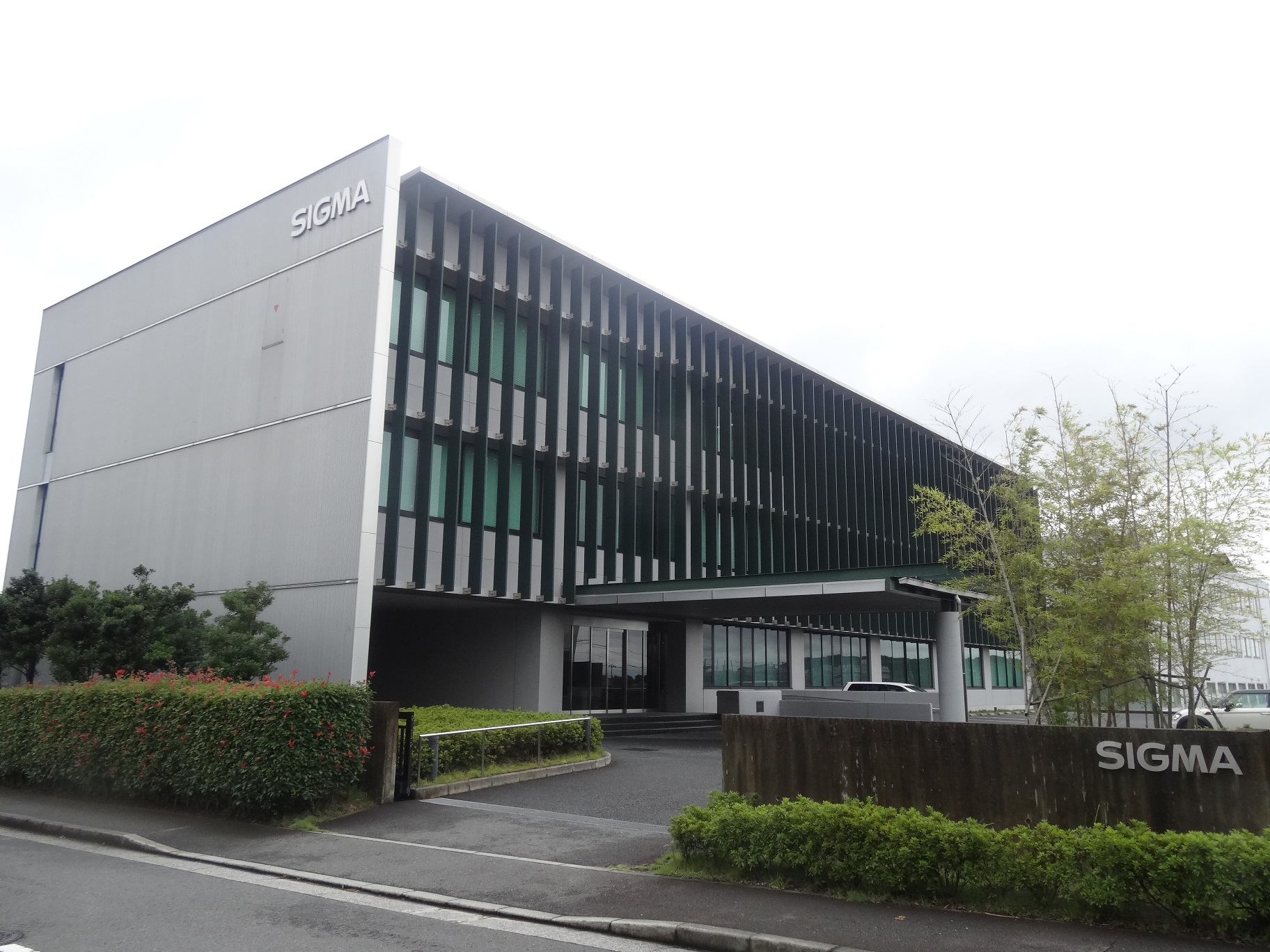
シグマ本社
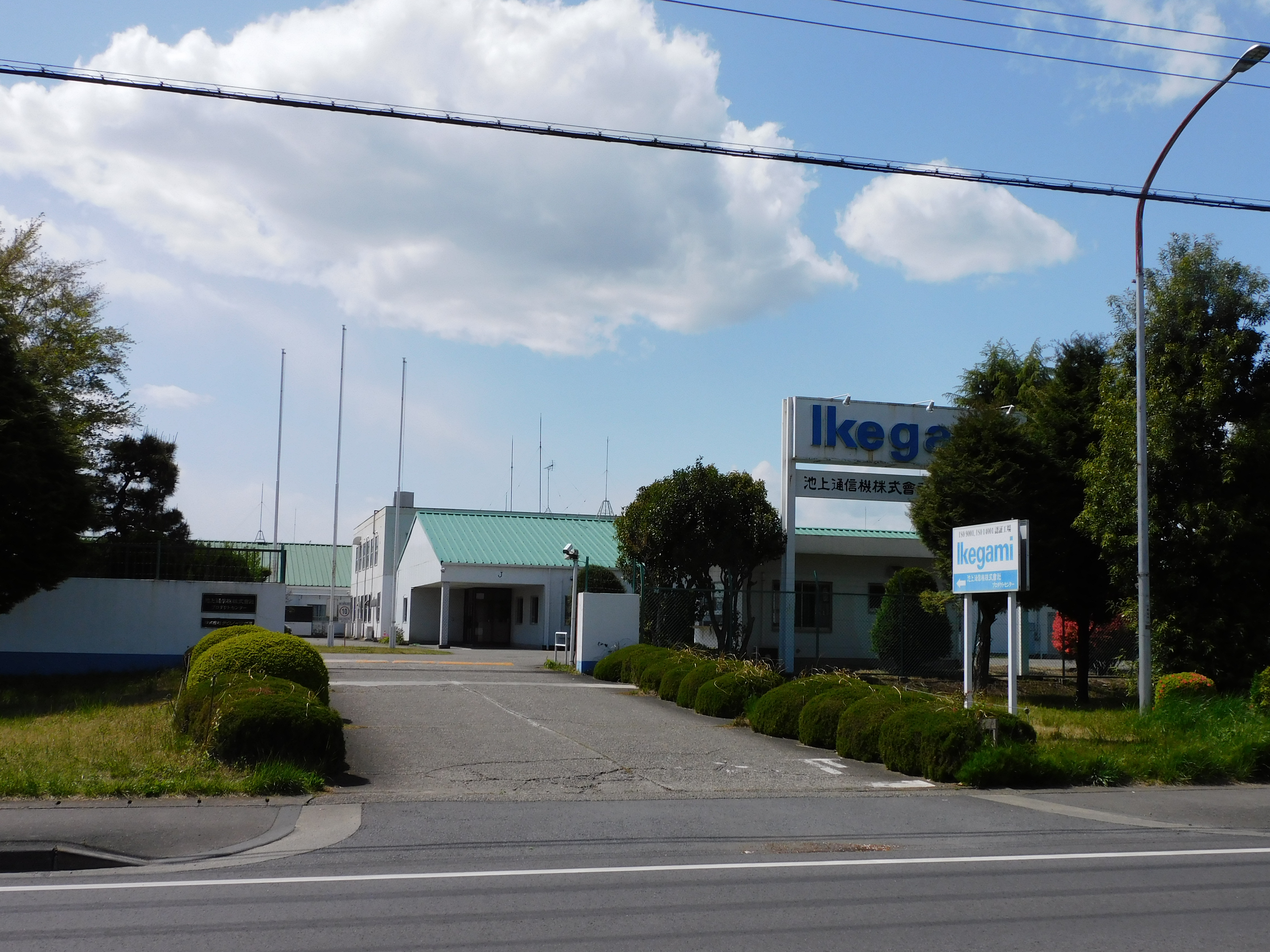
池上通信機の生産工場

### ドイツ
- カール・ツァイスAG社（Carl Zeiss AG） - 本社所在地はオーバーコッヘン。カール・ツァイスとコシナが提携し、レンジファインダーカメラ「ツァイス・イコン」発売を決定、2005年10月に発売された。
- ミノックス - 1995年に倒産しライカの傘下に入り、2004年に会社更生を完了しライカから再独立し、現在は単眼鏡・双眼鏡などの製造・販売を行っている。
- ライカカメラ - 本社所在地はヴェッツラー。高級カメラブランド「ライカ」の会社。カメラ、カメラ用レンズ、顕微鏡、コンタクトレンズなどを製造している。売上高が5億5千5百万 ユーロ（2023/24 会計年）
- リンホフ - 本社はミュンヘン。
- プラクチカ -  生産終了
- ローライ
- AgfaPhoto
- MEDIAN

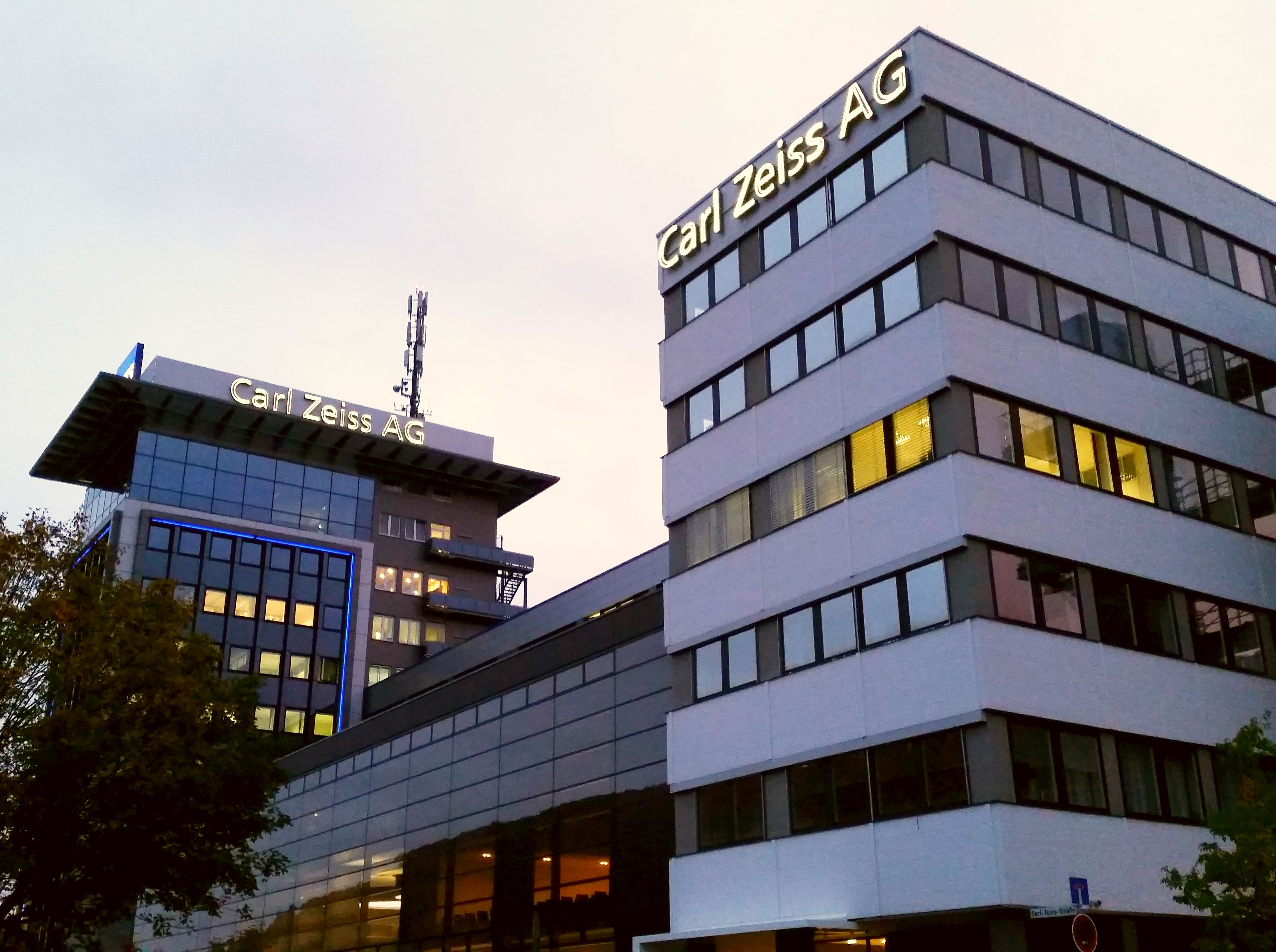
カール・ツァイスAG社の本社
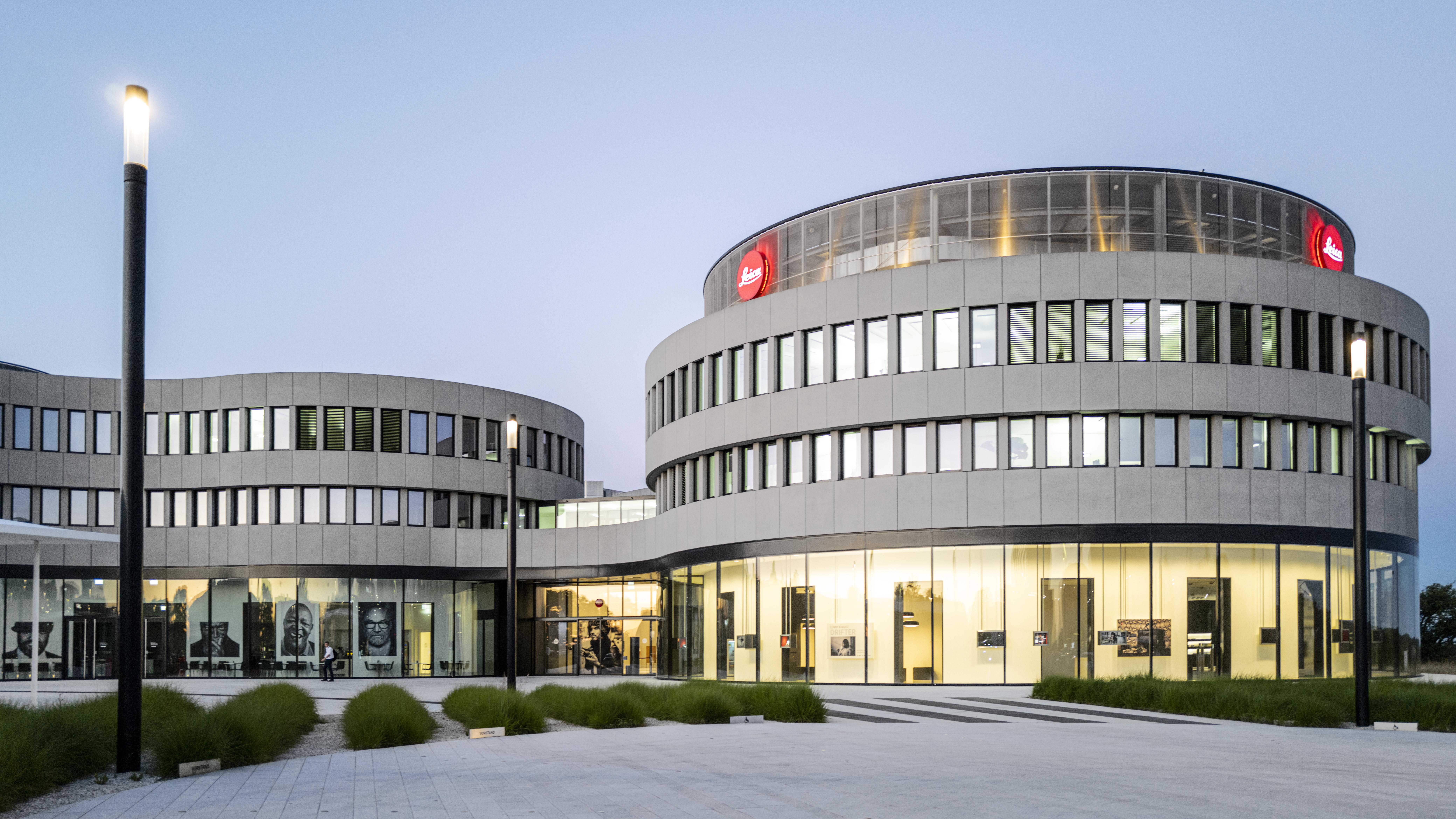
ライカカメラ本社
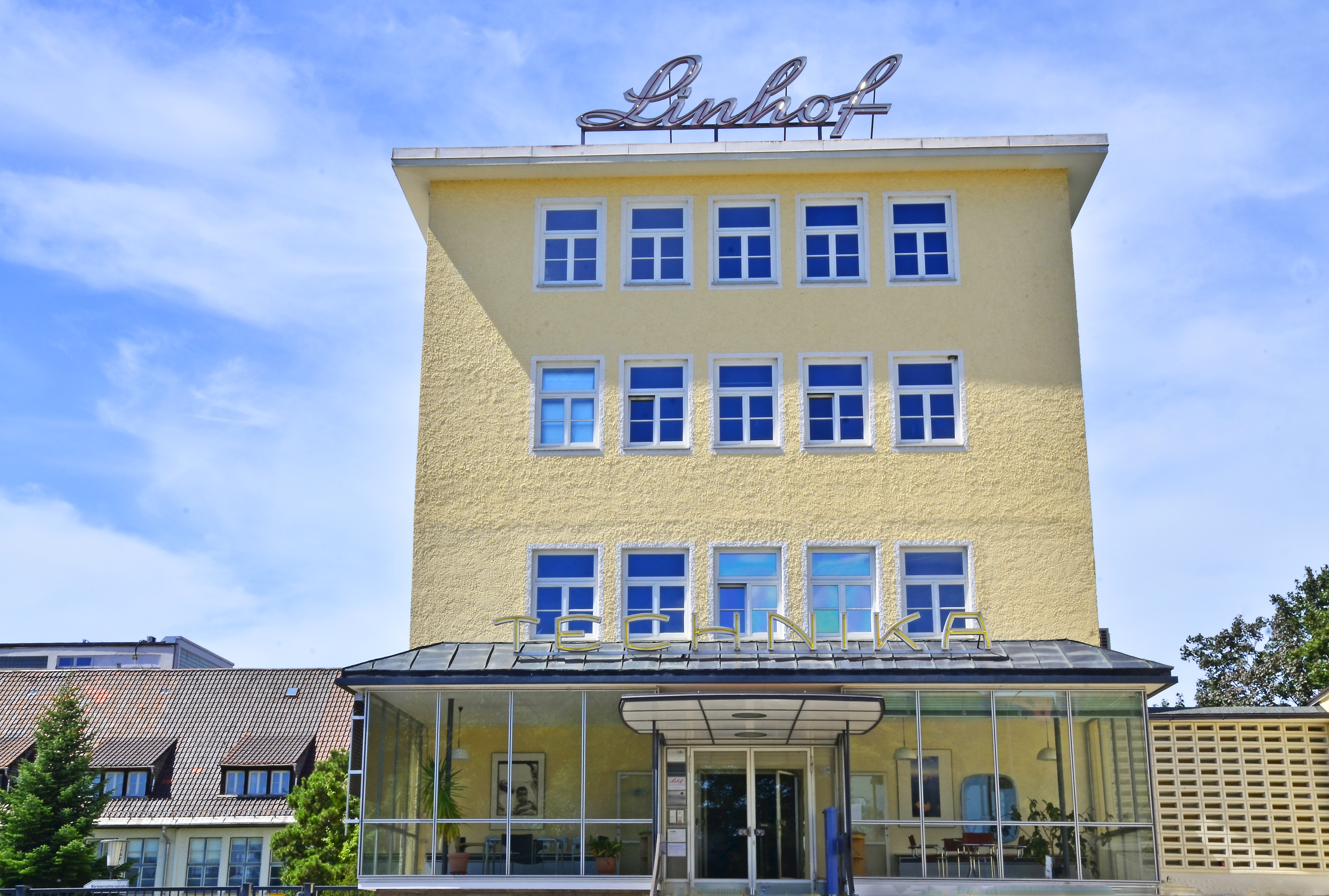
リンホフ本社

### スウェーデン
- ハッセルブラッド

### スイス
- ピニヨンS.A.社（Pignons S.A.）  - アルパを製造。ピニヨンS.A社はもともと時計部品のピニオンギヤ（ピニオン歯車）を製造していた会社だったのでこの社名であり、余業としてカメラの「アルパ」を製造しはじめた。1990年に倒産。
- ジナー - チューリヒに本拠地を置くカメラメーカー

### アメリカ
- ウィズナー
- コダック - 本社はロチェスター (ニューヨーク州)。
- スパータス
- ディアドルフ
- ポラロイド - 本社はミネソタ州ミネトンカ。インスタントカメラを製造した歴史を持つ。
- ゼネラル・エレクトリック（GE）
- GoPro - アクションカメラのメーカー。本社はカリフォルニア州サンマテオ
- ヒューレット・パッカード - デジタルカメラの「HP d3500」も製造していた。現在は主にウェブカメラを製造。

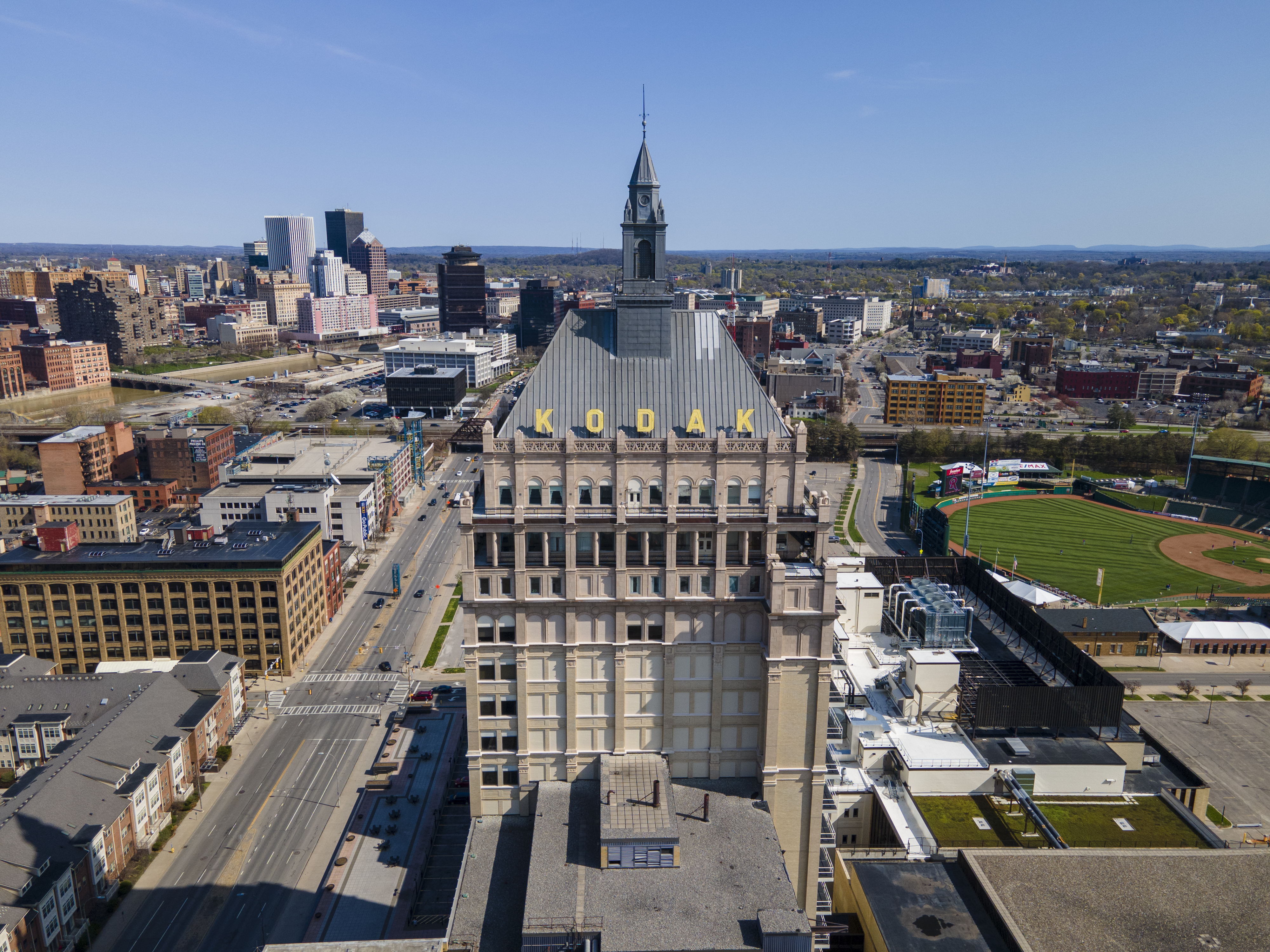
コダック本社

### オーストラリア
- ロモグラフィー
- ブラックマジック・デザイン

### デンマーク
- フェーズワン

### オランダ
- カンボ

### イギリス
- Intrepid Camera

### ウクライナ
- アーセナル - カメラのモデルはキエフなど。戦後の1946年や1947年頃からドイツのContax類似のカメラを製造。ウクライナの首都キーウの中心地にある企業であり、ロシア帝国時代の1764年に創業した250年以上の歴史を持つ組織であり、アースナル（兵器工場）という名称の通りもともと兵器を製造する国営組織として始まり、ソヴィエト連邦の国営企業となり、1991年のソ連崩壊でウクライナの国営企業となった現在も兵器製造がメインで、航空・宇宙用機器や電子装置や光学系測定機器も製造している。従業員数は1098人（2020年）、売上収益は337 million フリヴニャ（2020年）としている書面がある。

### ロシア
- ゼニット（Krasnogorsky Zavod社）

### 中国
- 海鴎(Seagull)
- 江西鳳凰光学(Phenix)
- 宝源光学
- Aigo

## 生産終了

### 世界
Category:カメラメーカー・ブランドも参照

### 日本国内
この項では日本国内においてカメラを製造していた日本企業のみ記す。その他は前述のCategoryを参照。
| - サカイマシンツール - タチハラ - 長岡製作所 - コシナ - エボニー - GOKOカメラ（GOKOグループ） - アイレス - カシオ計算機（エクシリム） - 京セラ - ヤシカ - ズノー - コンタックス - コーワ - コニカミノルタ - ミノルタ - コニカ - 三洋電機 | - 東邦機械 - ゼンザブロニカ - セイコーエプソン - ゼンザブロニカ - タムロン - トプコン - ノリタ - パノン - ペトリ - マミヤ・オーピー - ミランダ - 安原製作所 - ビクセン - チノン - 八陽光学工業 - ズノー光学工業 - パノンカメラ商工 | - 藤田光学工業 - 曽根春翠堂 - 第一光学 - 田中光学 - ニッカカメラ - アドプラス - アルコ写真工業 - 岡谷光学機械 - カコストロボ - 三栄産業 (カメラメーカー) - 三協光機 - シィーマ - 美篶商会 - レオタックスカメラ - 丸惣 (東京都) - マミヤ・デジタル・イメージング |